# カルースト・グルベンキアン財団
カルースト・グルベンキアン財団は、ポルトガルのリスボンにある、芸術、科学、教育などの助成を目的とする財団である。アルメニア人の実業家カルースト・グルベンキアンの遺産を元に設立された。